# کلئوفان
کلئوفان  (به انگلیسی: Cleiophane) با فرمول شیمیایی ZnS از مجموعه کانی‌هاست و از دو کلمهٔ یونانی Kleos به معنای تصویر و Phainein به مفهوم ظاهر شدن گرفته شده‌است. محلول در HCl و HNO۳ برای اولین بار در چک اسلواکی کشف شد و از نظر شکل بلور: تترائدر- دودکائدر- ماکله، رنگ: سفید - سفید زرد - زرد سبز - زرد عسلی، شفافیت: شفاف - نیمه شفاف، جلا: الماسی، رخ: عالی - مطابق با سطح، سیستم تبلور: مکعبی و در رده‌بندی سولفور است  و منشأ تشکیل آن هیدروترمال است.
همایند کانی‌شناسی (پارانژ) آن - بولانژریت- گالن- کلسیت و غیره است. از نظر ژیزمان بلور - آگرگات دانه‌ای خاکی - توده‌ای نسبتاََ کمیاب است و بیشتر در چک اسلواکی، رومانی، اسپانیا، آمریکا و مکزیک یافت می‌شود.

## منبع
- پردیس کشاورزی ایران